# دراغان دوكيتش
دراغان دوكيتش هو لاعب كرة قدم سويسري في مركز حراسة المرمى، ولد في 15 يوليو 1987 في سويسرا. شارك مع منتخب سويسرا تحت 16 سنة لكرة القدم ‏ ومنتخب سويسرا تحت 18 سنة لكرة القدم ومنتخب سويسرا تحت 21 سنة لكرة القدم. أما مع النوادي، فقد لعب مع نادي ثون ونادي غراسهوبر زيوريخ ونادي فولن ونادي كرينز.